# Glaucocharis celebesensis
Glaucocharis celebesensis là một loài bướm đêm trong họ Crambidae.